# Mattheus Wytmans

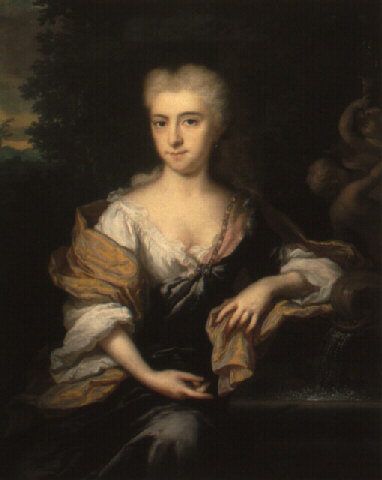
Porträt einer Dame

Mattheus Wytmans (auch: Wijtmans, Wytman) (* 1650 in Gorinchem; † 1689 in Utrecht) war ein niederländischer Porträtmaler.
Er war zunächst ein Schüler von Hendrik Verschuring in Gorinchem, später von Jan van Bylert in Utrecht.
Am 26. Januar 1667 wurde er Mitglied der Malerzunft in Utrecht.

## Bilder
- Der Violinist  (Walters Art Museum)
- Die Lautespielerin
- Bildnis einer jungen Dame
- Frau spielt, Hund tanzt  (Abe Baily Collection)